# Вармзен
Вармзен (њем. Warmsen) општина је у њемачкој савезној држави Доња Саксонија. Једно је од 36 општинских средишта округа Нинбург (Везер). Према процјени из 2010. у општини је живјело 3.488 становника. Посједује регионалну шифру (AGS) 3256034.

## Географски и демографски подаци
Вармзен се налази у савезној држави Доња Саксонија у округу Нинбург (Везер). Општина се налази на надморској висини од 46 метара. Површина општине износи 81,6 km². У самом мјесту је, према процјени из 2010. године, живјело 3.488 становника. Просјечна густина становништва износи 43 становника/km².